# Kōji Takasawa
Kōji Takasawa (jap. 高沢 公治, Takasawa Kōji; * 13. August 1974 in Nozawa Onsen, Präfektur Nagano) ist ein ehemaliger japanischer Nordischer Kombinierer.

## Werdegang
Takasawa, der die Iiyama Minami High School besuchte und im Anschluss daran für den Nozawa Onsen Ski Club startete, trat erstmals im Winter 1995/96 international in Erscheinung, als er am 6. Januar 1996 den Weltcup-Wettbewerb nach der Gundersen-Methode in Schonach auf dem zehnten Rang beendete. Nur rund einen Monat später erreichte er in Murau hinter Mario Stecher und Jari Mantila zum ersten und einzigen Mal als Dritter das Weltcup-Podest. Im weiteren Saisonverlauf gelangen ihm lediglich in Falun weitere Punktgewinne, da er trotz starker Sprungergebnisse auf der Loipe meist zu viel Zeit verlor. Die Saison schloss er auf dem 26. Platz in der Weltcupgesamtwertung ab. Im darauffolgenden Winter stellte seine Teilnahme an der Winter-Universiade 1997 in Muju den Saisonhöhepunkt dar und wurde dabei mit Gewinn des Einzelwettbewerbs nach Hiroshi Itagaki, Kenji Ogiwara und Jun’ichi Kogawa der vierte japanische Universiadesieger in der Nordischen Kombination.
In der Saison 1998/99 startete Takasawa wie im Vorjahr vorrangig im zweitklassigen B-Weltcup. Nachdem er zum Saisonauftakt im finnischen Taivalkoski noch den zweiten Platz belegt hatte, gewann er am 24. Januar 1999 in Lake Placid vor Lars Andreas Østvik und Andrea Longo den Gundersen-Wettbewerb von der Großschanze. Mit einer weiteren Podestplatzierung zum Saisonabschluss in Zakopane erreichte er auch in der B-Weltcupgesamtwertung als Dritter das Podium. Darüber hinaus wurde er 1999 in Hakuba japanischer Meister. Auch im Winter 1999/2000 trat Takasawa zunächst im B-Weltcup an und konnte dabei mit drei dritten Rängen im Dezember an seine Vorjahresleistung anknüpfen. Im weiteren Saisonverlauf war er daher erneut Teil des japanischen Weltcup-Teams. Ob Takasawa die Punkteränge erreichen konnte, hing stark mit seiner Sprungleistung zusammen, da er auf der Loipe regelmäßig zu den Schwächsten gehörte. So gelang es ihm durchaus hin und wieder, die Punkteränge zu erreichen. Sein bestes Saisonresultat war der 19. Platz, den er sowohl in Liberec als auch im heimischen Sapporo belegte. Nach insgesamt sechs Platzierungen unter den besten Dreißig beendete er die Saison auf Rang 38 der Weltcupgesamtwertung.
Da sie Takasawas Laufleistung auch in der Saison 2000/01 nicht verbesserte, wurde er nach einigen schwächeren Platzierungen im Weltcup in den B-Weltcup zurückgestuft. Dort gehörte er zwar regelmäßig zu den besten Springern, doch reichte es zum Rennende meist nur zu den mittleren Rängen. Dies spiegelte sich auch in der Gesamtwertung wider, in der er den 20. Platz einnahm. Im Winter 2001/02 ging Takasawa lediglich im B-Weltcup an den Start. Seine beste Saisonplatzierung erreichte er Anfang Dezember mit dem vierten Rang in Vuokatti. Dieses Ergebnis erzielte er auch beim Teamwettbewerb im Massenstart in Klingenthal. Im Frühjahr 2002 beendete er seine Karriere.

## Statistik

### Weltcup-Platzierungen
| Saison  | Platz | Punkte |
| ------- | ----- | ------ |
| 1995/96 | 26.   | 353    |
| 1999/00 | 38.   | 275    |
| 2000/01 | 56.   | 035    |

### B-Weltcup-Platzierungen
| Saison  | Platz | Punkte |
| ------- | ----- | ------ |
| 1996/97 | 67.   | 008    |
| 1997/98 | 29.   | 046    |
| 1998/99 | 03.   | 205    |
| 2000/01 | 20.   | 111    |
| 2001/02 | 25.   | 078    |